# Edgley Optica
Edgley EA-7 Optica — британский лёгкий самолёт укороченного взлёта и посадки, предназначенный для ведения воздушной разведки и наблюдения. Разрабатывался как альтернатива легким вертолётам. Первый полёт состоялся в 1979 году; серийный выпуск продолжался с перерывами с 1983 по 1990 год, в общей сложности построен 21 самолёт.

## Разработка и производство
Самолёт был спроектирован конструктором Джоном Эджли и совершил первый полёт 14 декабря 1979 года.
Серийный выпуск начат компанией Brooklands Aerospace в 1983 году, сертификат типа получен в 1985 году. На момент запуска в серийное производство в 1983 году планировалось производить по 70 самолётов в год (разработчики ожидали, что военные заинтересуются новым самолётом), но исходный производственный план впоследствии не заладился.
Некоторое количество самолётов было приобретено полицейскими подразделениями Великобритании. Однако после катастрофы полицейского самолёта в Хэмпшире 15 мая 1985 года, повлёкшей гибель двух членов экипажа, финансовое положение компании ухудшилось, что позже привело к её банкротству. После ряда реорганизаций компании производство продолжалось малой серией до полного прекращения в 1990 году, когда компания Brooklands Aircraft снова обанкротилась.
По состоянию на 2012 год эксплуатируются единичные экземпляры самолёта.

## Конструкция самолёта
Самолёт выполнен по схеме двухбалочного моноплана с высокорасположенным крылом и вентилятором в кольцевом канале (в просторечье — импеллер).
Конструкция цельнометаллическая из алюминиевых сплавов.
Шасси трёхстоечное с носовой опорой, неубирающееся.
Трёхместная кабина с поперечным расположением мест в один ряд имеет большую площадь остекления.

## Лётно-технические характеристики
- Экипаж: 1
- Пассажировместимость: 2
- Длина: 8,15 м
- Размах крыла: 12 м
- Высота: 2,31 м
- Площадь крыла: 15.8 м²
- Профиль крыла: NASA GA(W)-1
- Масса пустого: 948 кг
- Максимальная взлётная масса: 1315 кг
- Силовая установка: 1 × ПД Textron Lycoming IO-540-V4A5D, оппозитный шестицилиндровый, мощностью 200 л. с.
- Воздушный винт: 5-лопастной толкающий, в кольцевом обтекателе
- Максимальная скорость: 213 км/ч
- Крейсерская скорость: 130 км/ч (режим двигателя 40 %)
- Скорость сваливания: 108 км/ч
- Дальность полёта: 1056 км
- Продолжительность полёта — до 8 ч.
- Практический потолок: 4275 м